# Кандга (Іран)
Кандга (перс. كندها) — село в Ірані, у дегестані Хоррам-Дашт, у бахші Камаре, шагрестані Хомейн остану Марказі. За даними перепису 2006 року, його населення становило 91 особу, що проживали у складі 21 сім'ї.

## Клімат
Середня річна температура становить 12,84 °C, середня максимальна – 31,86 °C, а середня мінімальна – -8,94 °C. Середня річна кількість опадів – 222 мм.
| Клімат поселення                              | Клімат поселення | Клімат поселення | Клімат поселення | Клімат поселення | Клімат поселення | Клімат поселення | Клімат поселення | Клімат поселення | Клімат поселення | Клімат поселення | Клімат поселення | Клімат поселення | Клімат поселення |
| Показник                                      | Січ.             | Лют.             | Бер.             | Квіт.            | Трав.            | Черв.            | Лип.             | Серп.            | Вер.             | Жовт.            | Лист.            | Груд.            |                  |
| Середній максимум, °C                         | 10,06            | 11,36            | 16,45            | 19,94            | 24,49            | 31,22            | 31,86            | 31,19            | 27,40            | 21,75            | 15,81            | 9,58             |                  |
| Середня температура, °C                       | 0,56             | 1,86             | 6,94             | 10,44            | 14,99            | 21,72            | 25,18            | 24,52            | 20,73            | 15,07            | 9,15             | 2,89             |                  |
| Середній мінімум, °C                          | −8,94            | −7,66            | −2,56            | 0,93             | 5,48             | 12,22            | 18,51            | 17,84            | 14,04            | 8,40             | 2,47             | −3,78            |                  |
| Норма опадів, мм                              | 37               | 35               | 40               | 27               | 18               | 2                | 2                | 1                | 0                | 7                | 22               | 31               |                  |
| Середньомісячна швидкість вітру, м/с          | 1.50             | 1.99             | 3.00             | 3.05             | 2.75             | 2.47             | 2.45             | 2.31             | 2.18             | 2.06             | 1.96             | 1.66             |                  |
| Середньомісячна сонячна радіація, кДж/м²·день | 9662             | 13000            | 15412            | 18669            | 22558            | 26790            | 25779            | 24381            | 21486            | 16119            | 11373            | 9298             |                  |
| --------------------------------------------- | ---------------- | ---------------- | ---------------- | ---------------- | ---------------- | ---------------- | ---------------- | ---------------- | ---------------- | ---------------- | ---------------- | ---------------- | ---------------- |
| Джерело:                                      |                  |                  |                  |                  |                  |                  |                  |                  |                  |                  |                  |                  |                  |